# Alieni nordici
Gli alieni nordici o semplicemente nordici (o pleiadiani dalla loro presunta provenienza) sono creature immaginarie extraterrestri la cui esistenza viene ipotizzata nell'ambito delle teorie del complotto sugli UFO. Insieme a grigi e rettiliani sono tra i tipi di alieni più diffusi nell'immaginario ufologico.
Secondo gli ufologi che ne sostengono l'esistenza, avrebbero forma e caratteristiche umanoidi, tanto da risultare indistinguibili dagli umani stessi. In particolare avrebbero pelle di colore dal bianco a un rosa chiaro; occhi molto chiari di color ambra, verdi, azzurri o albini leggermente allungati e capelli biondi; sono sensibili ai raggi solari; sarebbero alti tra 175 e 190 centimetri. La maggior parte di loro risulta essere di sesso maschile. Alcuni ufologi affermano che in passato queste creature sarebbero state scambiate per entità divine, entrando nell'immaginario collettivo in varie forme tra cui angeli, santi e messaggeri divini.
Questi extraterrestri appartengono prevalentemente alle credenze ufologiche europee, mentre sono meno frequenti nell'immaginario statunitense (popolato prevalentemente dai "grigi"). Secondo i fautori dell'ipotesi psicosociale sugli UFO, ciò dipende da fattori culturali. In Europa la nazione con il maggior numero di resoconti di presunti contatti con questa ipotetica razza è il Regno Unito.
Secondo alcuni ufologi, negli incontri ravvicinati i Nordici e i grigi sono stati avvistati con maggiore frequenza rispetto ad altre presunte razze aliene. Il numero di avvistamenti di grigi sarebbe comunque diventato significativo solo dopo il 1987, con il successo del romanzo Communion di Whitley Strieber, dove erano i protagonisti; dal romanzo è stato tratto nel 1989 un film omonimo.

## Storia
L'ipotesi dell'esistenza di questo tipo di alieni venne avanzata per la prima volta negli anni cinquanta dall'ufologo e contattista polacco-statunitense George Adamski. Adamski affermò di aver incontrato queste creature numerose volte in Arizona a partire dal 20 novembre 1952. A suo dire questi alieni vivrebbero nascosti tra gli umani mimetizzandosi tra le popolazioni nordeuropee. Il "contatto" di Adamsky si sarebbe chiamato Orthon, e sarebbe stato di origine venusiana (di una base orbitante).
Sempre alla fine degli anni cinquanta la contattista britannica Cynthia Appleton affermò che il padre di suo figlio Matthew sarebbe stato un extraterrestre venusiano. La cantante Mollie Thompson affermò pochi anni dopo di aver registrato alcune canzoni ispirandosi al suo presunto incontro con un venusiano biondo.
Contemporaneamente, essi ebbero una grande importanza nella teoria paleoastronautica come esposta da Robert Charroux, secondo cui i nordici si stanziarono nell'Iperborea o Thule, dando origine alla razza nordica, alle civiltà di Atlantide e Mu, e quindi ai celti, da cui sarebbero discesi, per una sorta di devoluzione mentre scendevano a sud, tutti gli esseri umani.

Differenza tra nordico e terrestre

Il contattista svizzero Billy Meier affermò di aver avuto, alla fine degli anni settanta, alcuni contatti con esponenti femminili di questa razza (principalmente uno, denominato Semjase), che gli avrebbero rivelato di essere originari delle Pleiadi, nella Costellazione del Toro. Meier affermò di non essere stato rapito, al contrario di altri abdotti, ma di aver incontrato questi extraterrestri in numerosi incontri dove avrebbe discusso con loro di tecnologie e della possibilità di usarle per il bene della razza umana, in una fratellanza interplanetaria.
La mitologia ufologica ha inserito questi personaggi in diversi altri contesti, in genere senza fonti a supporto.
Negli anni ottanta l'ufologo Brad Steiger stilò una classificazione di presunte razze extraterrestri, ponendo i nordici nella categoria Beta, o Beta 1, contenente le razze extraterrestri integrate nella società umana (mentre i Beta 2 sarebbero i cosiddetti oscuri, alieni umanoidi che lavorano per mantenere segreta la presenza aliena, e i Beta F sarebbero alieni con poteri psichici in genere scambiati per apparizioni della figura religiosa della Madonna). Nella stessa classificazione, la categoria Alfa includerebbe i cosiddetti grigi, i Gamma sarebbero umanoidi selvaggi e "mostri pelosi" (come lo Yeti), mentre i Delta sarebbero gli alieni non umanoidi, come i rettiliani, i mothman o "uomini falena" e i mostri come gli insettoidi o simili allo xenomorfo della serie Alien.
Altri contatti con i Nordici sarebbero stati riportati nel corso degli anni da diverse persone autoproclamatesi vittime di rapimenti alieni, come Howard Menger (che poi ha ritrattato la propria storia), Orfeo Angelucci ed Elizabeth Klarer.
In questo filone si possono collocare le teorie di Zecharia Sitchin, scrittore azero che afferma di aver trovato nelle tavolette sumere riferimenti a una presunta razza progenitrice: gli Annunaki provenienti dall'ipotetico pianeta del nostro sistema solare Nibiru, nella Bibbia chiamati Elohim, avrebbero dato origine all'Homo sapiens per avere della manodopera, innestando il proprio DNA sugli ominidi.